# Sport Club Fortuna Köln 2001-2002
Questa voce raccoglie le informazioni riguardanti il Sport Club Fortuna Köln nelle competizioni ufficiali della stagione 2001-2002.

## Stagione
Nella stagione 2001-2002 il Fortuna Colonia, allenato da Uwe Fuchs e Ralf Aussem, concluse il campionato di Regionalliga nord al 18º posto e fu retrocesso in Oberliga.

## Rosa
| N. |                      | Ruolo | Calciatore             |
| -- | -------------------- | ----- | ---------------------- |
|    | Germania (bandiera)  | P     | Arno Klein             |
|    | Germania (bandiera)  | P     | Andreas Steinbeißer    |
|    | Polonia (bandiera)   | P     | Sławomir Szymaszek     |
|    | Germania (bandiera)  | D     | René Bogesits          |
|    | Germania (bandiera)  | D     | Mirko Casper           |
|    | Brasile (bandiera)   | D     | Gledson                |
|    | Germania (bandiera)  | D     | Thomas Hübener         |
|    | Argentina (bandiera) | D     | Lucas Rodríguez Pagano |
|    | Brasile (bandiera)   | D     | Ronei Rodrigues        |
|    | Germania (bandiera)  | D     | Hans-Jörg Schneider    |
|    | Argentina (bandiera) | C     | Daniel Blanco          |
|    | Germania (bandiera)  | C     | Adam Cichon            |
|    | Germania (bandiera)  | C     | Christian Daskewitz    |
|    | Germania (bandiera)  | C     | Simon Fahner           |
|    | Argentina (bandiera) | C     | Gonzalo Gaitán         |
|    | Turchia (bandiera)   | C     | Serhat Gülbas          |
|    | Germania (bandiera)  | C     | Jörn Heineke           |

| N. |                                 | Ruolo | Calciatore           |
| -- | ------------------------------- | ----- | -------------------- |
|    | Germania (bandiera)             | C     | Michael Kirch        |
|    | Germania (bandiera)             | C     | Matthias Koch        |
|    | Germania (bandiera)             | C     | Andreas Kokoschka    |
|    | Germania (bandiera)             | C     | Martin Luhr          |
|    | Germania (bandiera)             | C     | Michael Oelkuch      |
|    | Brasile (bandiera)              | C     | Parral               |
|    | Germania (bandiera)             | C     | Dieter Schönberger   |
|    | Germania (bandiera)             | C     | Frank Süs            |
|    | Germania (bandiera)             | C     | André van der Zander |
|    | Ungheria (bandiera)             | A     | Levente Bozsik       |
|    | Germania (bandiera)             | A     | Frank Döpper         |
|    | Bosnia ed Erzegovina (bandiera) | A     | Demal Fetic          |
|    | Turchia (bandiera)              | A     | Ahmet Karazehir      |
|    | Germania (bandiera)             | A     | Rajmund Kula         |
|    | Turchia (bandiera)              | A     | Ibrahim Manav        |
|    | Germania (bandiera)             | A     | Dirk Ysewyn          |

## Organigramma societario
Area tecnica
- Allenatore: Ralf Aussem
- Allenatore in seconda:
- Preparatore dei portieri:
- Preparatori atletici:
- Analisi video:

## Calciomercato

### Sessione estiva
| Acquisti | Acquisti        | Acquisti             | Acquisti |
| R.       | Nome            | da                   | Modalità |
| -------- | --------------- | -------------------- | -------- |
| D        | Mirko Casper    | Bayer Leverkusen U19 |          |
| D        | René Bogesits   | Fortuna Düsseldorf   |          |
| A        | Levente Bozsik  | Union Berlino        |          |
| C        | Simon Fahner    | Wolfsburg            |          |
| C        | Michael Oelkuch | Aalen                |          |
| A        | Dirk Ysewyn     | Fortuna Colonia II   |          |

| Cessioni | Cessioni          | Cessioni               | Cessioni |
| R.       | Nome              | a                      | Modalità |
| -------- | ----------------- | ---------------------- | -------- |
| C        | Oliver Lindemann  | Bergedorf              |          |
| A        | Marco Antwerpen   | Preußen Münster        |          |
| C        | Mohamed Azima     | Al-Ahly                |          |
| C        | Söhren Grudzinski | Barmbek-Uhlenhorst     |          |
| D        | Sascha Jagusch    | Borussia M'gladbach II |          |
| C        | Stefan Majek      | VfB Lohberg            |          |
| P        | Peter Martin      | Uerdingen 05           |          |
| C        | Tibor Nadj        | Eintracht Braunschweig |          |
| D        | Thomas Ridder     | Eintracht Braunschweig |          |
| D        | Jan Schanda       | Eintracht Braunschweig |          |
| A        | Sven Schuchardt   | Eintracht Braunschweig |          |
| C        | Torsten Sümnich   | Eintracht Braunschweig |          |

### Sessione invernale
| Acquisti | Acquisti            | Acquisti             | Acquisti |
| R.       | Nome                | da                   | Modalità |
| -------- | ------------------- | -------------------- | -------- |
| D        | Thomas Hübener      | Bayer Leverkusen U19 |          |
| P        | Andreas Steinbeißer | Ismaning             |          |
| P        | Sławomir Szymaszek  | Göttingen            |          |

| Cessioni | Cessioni  | Cessioni       | Cessioni |
| R.       | Nome      | a              | Modalità |
| -------- | --------- | -------------- | -------- |
| P        | Tim Wiese | Kaiserslautern |          |

## Risultati

### Regionalliga

#### Girone di andata
| Arbitro: | Kemmling |

|  |           |             |
|  | Marcatori | 89’ Mbwando |

| Arbitro: | Jauch |

|                |           |            |
| Krohm 54’, 85’ | Marcatori | 81’ Döpper |

| Colonia 11 agosto 2001, ore 14:00 CEST 3ª giornata               | Fortuna Colonia | 1 – 1 referto | Chemnitz | Südstadion (700 spett.) |
| \| \| \| \| \| van der Zander 26’ \| Marcatori \| 36’ Meißner \| |                 |               |          |                         |
|                                                                  |                 |               |          |                         |
| van der Zander 26’                                               | Marcatori       | 36’ Meißner   |          |                         |

| Arbitro: | Melms |

|  |           |            |
|  | Marcatori | 40’ Döpper |

| Düsseldorf 24 agosto 2001, ore 19:30 CEST 5ª giornata | Fortuna Düsseldorf | 0 – 0 referto | Fortuna Colonia | Rheinstadion (5 500 spett.)\| Arbitro: \| Thomßen \| |
| Arbitro:                                              | Thomßen            |               |                 |                                                      |

| Arbitro: | Otte |

|            |           |           |
| Fahner 52’ | Marcatori | 76’ Gerov |

| Arbitro: | Meiwes |

|                 |           |  |
| Rolfes 87’, 90’ | Marcatori |  |

| Arbitro: | Strampe |

|            |           |                                                   |
| Oelkuch 7’ | Marcatori | 51’, 77’ Leśniak 61’ Küsters 76’ (aut.) Rodrigues |

| Arbitro: | Hielscher |

|                            |           |                |
| Jurgeleit 45’ Guščinas 90’ | Marcatori | 85’ (rig.) Süs |

| Arbitro: | Fleske |

|  |           |                                |
|  | Marcatori | 16’ Weetendorf 69’, 76’ de Wit |

| Arbitro: | Häcker |

|                                        |           |  |
| Grund 2’ (rig.) Kunze 9’ Jank 43’, 67’ | Marcatori |  |

| Arbitro: | Winkmann |

|  |           |            |
|  | Marcatori | 76’ Grauer |

| Arbitro: | Hennecke |

|                                              |           |                         |
| Marquinhos 24’ Daun 28’, 42’, 58’ Thönes 62’ | Marcatori | 45’ Schönberger 85’ Süs |

| Arbitro: | Perschke |

|  |           |             |
|  | Marcatori | 20’ Raschke |

| Arbitro: | Grudzinski |

|                                     |           |  |
| Schriewersmann 6’ (rig.) Gockel 37’ | Marcatori |  |

| Arbitro: | Rafati |

|  |           |                     |
|  | Marcatori | 22’ Dobrý 36’ Papić |

| Arbitro: | Melms |

|  |           |                       |
|  | Marcatori | 57’ Fahner 81’ Cichon |

#### Girone di ritorno
| Arbitro: | Korte |

|                        |           |  |
| Turgut 24’ Mbwando 90’ | Marcatori |  |

| Arbitro: | Steinhaus-Webb |

|            |           |                        |
| Döpper 53’ | Marcatori | 10’ Özkaya 70’ Émerson |

| Arbitro: | Otte |

|                                            |           |           |
| Fröhlich 3’ Schmidt 68’ Walther 81’ (rig.) | Marcatori | 20’ Manav |

| Arbitro: | Scheppe |

|  |           |                     |
|  | Marcatori | 52’ Schmidt 81’ Lau |

| Arbitro: | Perschke |

|                                    |           |                      |
| Oelkuch 37’ (rig.) Cichon 44’, 88’ | Marcatori | 24’ Shittu 71’ Breda |

| Arbitro: | Strampe |

|         |           |              |
| Göl 26’ | Marcatori | 8’ Kokoschka |

| Arbitro: | Seemann |

|             |           |                            |
| Oelkuch 74’ | Marcatori | 21’, 74’ Valdez 56’ Mamoum |

| Arbitro: | Häcker |

|                                                                  |           |                        |
| Castilla 9’, 53’ Antwerpen 15’, 37’ Leśniak 61’ Manai 88’ (rig.) | Marcatori | 16’ Oelkuch 21’ Döpper |

| Arbitro: | Marks |

|            |           |             |
| Cichon 29’ | Marcatori | 24’ Trejgis |

| Arbitro: | Hoyzer |

|                             |           |                 |
| Teixeira 39’ Schuchardt 62’ | Marcatori | 72’, 85’ Döpper |

| Arbitro: | Hielscher |

|                          |           |  |
| Döpper 21’ Daskewitz 30’ | Marcatori |  |

| Arbitro: | Bley |

|              |           |               |
| Altıntop 12’ | Marcatori | 65’ Daskewitz |

| Arbitro: | Thomßen |

|                          |           |  |
| Bogesits 68’ Oelkuch 81’ | Marcatori |  |

| Arbitro: | Otte |

|               |           |             |
| Brinkmann 90’ | Marcatori | 92’ Oelkuch |

| Arbitro: | Häcker |

|                                     |           |                  |
| Daskewitz 19’ Cichon 47’ Casper 79’ | Marcatori | 50’ (rig.) Milde |

| Arbitro: | Wegener-Gärtner |

|                                                                 |           |            |
| Dobrý 42’, 54’ Neumann 45’ Papić 51’, 57’ Zani 56’ Kreibich 83’ | Marcatori | 34’ Döpper |

| Arbitro: | Weber |

|            |           |                                 |
| Gaitán 48’ | Marcatori | 22’ Ukrow 49’ Petri 51’ Claaßen |

## Statistiche

### Statistiche di squadra
| Competizione      | Punti | In casa | In casa | In casa | In casa | In casa | In casa | In trasferta | In trasferta | In trasferta | In trasferta | In trasferta | In trasferta | Totale | Totale | Totale | Totale | Totale | Totale | DR  |
| Competizione      | Punti | G       | V       | N       | P       | Gf      | Gs      | G            | V            | N            | P            | Gf           | Gs           | G      | V      | N      | P      | Gf     | Gs     | DR  |
| ----------------- | ----- | ------- | ------- | ------- | ------- | ------- | ------- | ------------ | ------------ | ------------ | ------------ | ------------ | ------------ | ------ | ------ | ------ | ------ | ------ | ------ | --- |
| Regionalliga nord | 26    | 17      | 4       | 3       | 10      | 17      | 28      | 17           | 2            | 5            | 10           | 16           | 40           | 34     | 6      | 8      | 20     | 33     | 68     | -35 |
| Totale            | 26    | 17      | 4       | 3       | 10      | 17      | 28      | 17           | 2            | 5            | 10           | 16           | 40           | 34     | 6      | 8      | 20     | 33     | 68     | -35 |

### Andamento in campionato
| Giornata  | 1  | 2  | 3  | 4  | 5  | 6  | 7  | 8  | 9  | 10 | 11 | 12 | 13 | 14 | 15 | 16 | 17 | 18 | 19 | 20 | 21 | 22 | 23 | 24 | 25 | 26 | 27 | 28 | 29 | 30 | 31 | 32 | 33 | 34 |
| --------- | -- | -- | -- | -- | -- | -- | -- | -- | -- | -- | -- | -- | -- | -- | -- | -- | -- | -- | -- | -- | -- | -- | -- | -- | -- | -- | -- | -- | -- | -- | -- | -- | -- | -- |
| Luogo     | C  | T  | C  | T  | T  | C  | T  | C  | T  | C  | T  | C  | T  | C  | T  | C  | T  | T  | C  | T  | C  | C  | T  | C  | T  | C  | T  | C  | T  | C  | T  | C  | T  | C  |
| Risultato | P  | P  | N  | V  | N  | N  | P  | P  | P  | P  | P  | P  | P  | P  | P  | P  | V  | P  | P  | P  | P  | V  | N  | P  | P  | N  | N  | V  | N  | V  | N  | V  | P  | P  |
| Posizione | 12 | 15 | 17 | 12 | 13 | 13 | 16 | 17 | 18 | 18 | 18 | 18 | 18 | 18 | 18 | 18 | 18 | 18 | 18 | 18 | 18 | 18 | 18 | 18 | 18 | 18 | 18 | 18 | 18 | 18 | 18 | 18 | 18 | 18 |

Legenda:

Luogo: C = Casa; T = Trasferta. Risultato: V = Vittoria; N = Pareggio; P = Sconfitta.

### Statistiche dei giocatori
| D. Blanco         | 1  | 0 | 0  | 0 |
| R. Bogesits       | 26 | 1 | 11 | 1 |
| L. Bozsik         | 15 | 0 | 1  | 0 |
| M. Casper         | 8  | 1 | 0  | 0 |
| A. Cichon         | 17 | 5 | 2  | 0 |
| C. Daskewitz      | 34 | 3 | 2  | 0 |
| F. Döpper         | 34 | 8 | 8  | 0 |
| S. Fahner         | 20 | 2 | 4  | 0 |
| D. Fetic          | 3  | 0 | 0  | 0 |
| G. Gaitán         | 17 | 1 | 5  | 0 |
| G. Gledson        | 13 | 0 | 2  | 0 |
| S. Gülbas         | 3  | 0 | 0  | 0 |
| J. Heineke        | 0  | 0 | 0  | 0 |
| T. Hübener        | 9  | 0 | 2  | 0 |
| A. Karazehir      | 7  | 0 | 1  | 0 |
| M. Kirch          | 2  | 0 | 0  | 0 |
| A. Klein          | 0  | 0 | 0  | 0 |
| M. Koch           | 28 | 0 | 5  | 2 |
| A. Kokoschka      | 24 | 1 | 2  | 0 |
| R. Kula           | 13 | 0 | 1  | 0 |
| M. Luhr           | 0  | 0 | 0  | 0 |
| I. Manav          | 5  | 1 | 0  | 0 |
| M. Oelkuch        | 33 | 6 | 8  | 1 |
| L. Pagano         | 14 | 0 | 4  | 0 |
| P. Parral         | 7  | 0 | 0  | 0 |
| G. Rodemers       | 1  | 0 | 0  | 0 |
| R. Rodrigues      | 17 | 0 | 3  | 1 |
| H. Schneider      | 0  | 0 | 0  | 0 |
| D. Schönberger    | 14 | 1 | 2  | 0 |
| A. Steinbeißer    | 0  | 0 | 0  | 0 |
| S. Szymaszek      | 13 | 0 | 0  | 0 |
| F. Süs            | 12 | 2 | 1  | 0 |
| T. Wiese          | 21 | 0 | 2  | 0 |
| D. Ysewyn         | 27 | 0 | 1  | 0 |
| A. van der Zander | 30 | 1 | 7  | 2 |